# Fada N'Gourma
Fada N'gourma, también escrito Fada-Ngourma, o Noungu es una ciudad de mercado importante en Burkina Faso oriental, situada a 219 kilómetros (136 mi) al este de Uagadugú. Es la capital de la provincia de Gourma. Se la conoce por su fabricación de mantas, alfombras y miel.
Tiene una población de 51,421 habitantes (2012).

## Etimología
En Hausa, Fada N'gourma significa 'sitio donde se pagan los impuestos'.

## Historia
La ciudad fue fundada por Diaba Lompo como Bingo a principios del siglo XIII. Francia llegó a la ciudad en enero de 1895 y el gobernante local de Gurma aceptó la protección francesa.

## Ciudades hermanadas
La ciudad está hermanada con Épernay, Francia y Grande Barrington, Massachusetts, Estados Unidos

## Galería

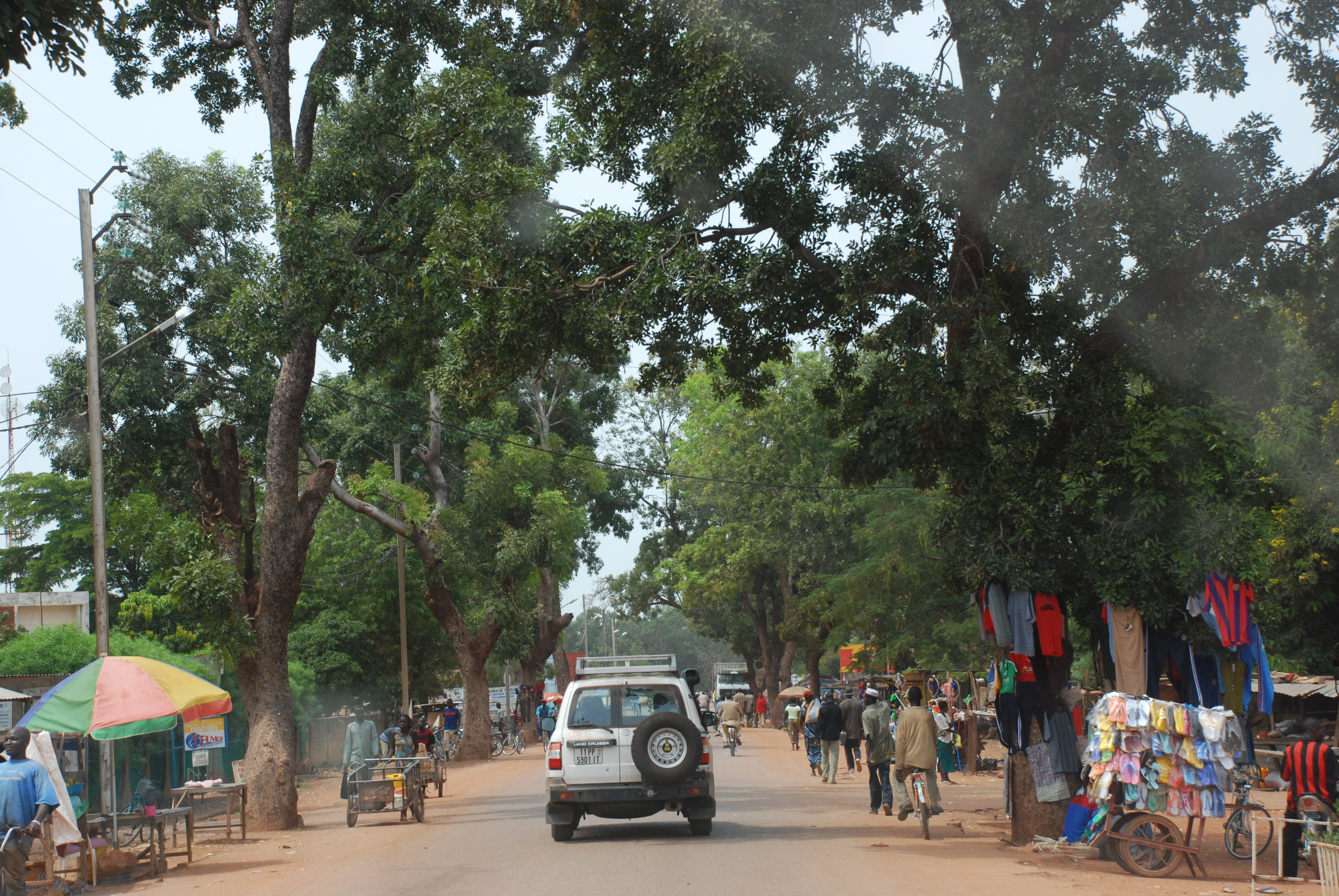
Calle principal en Fada
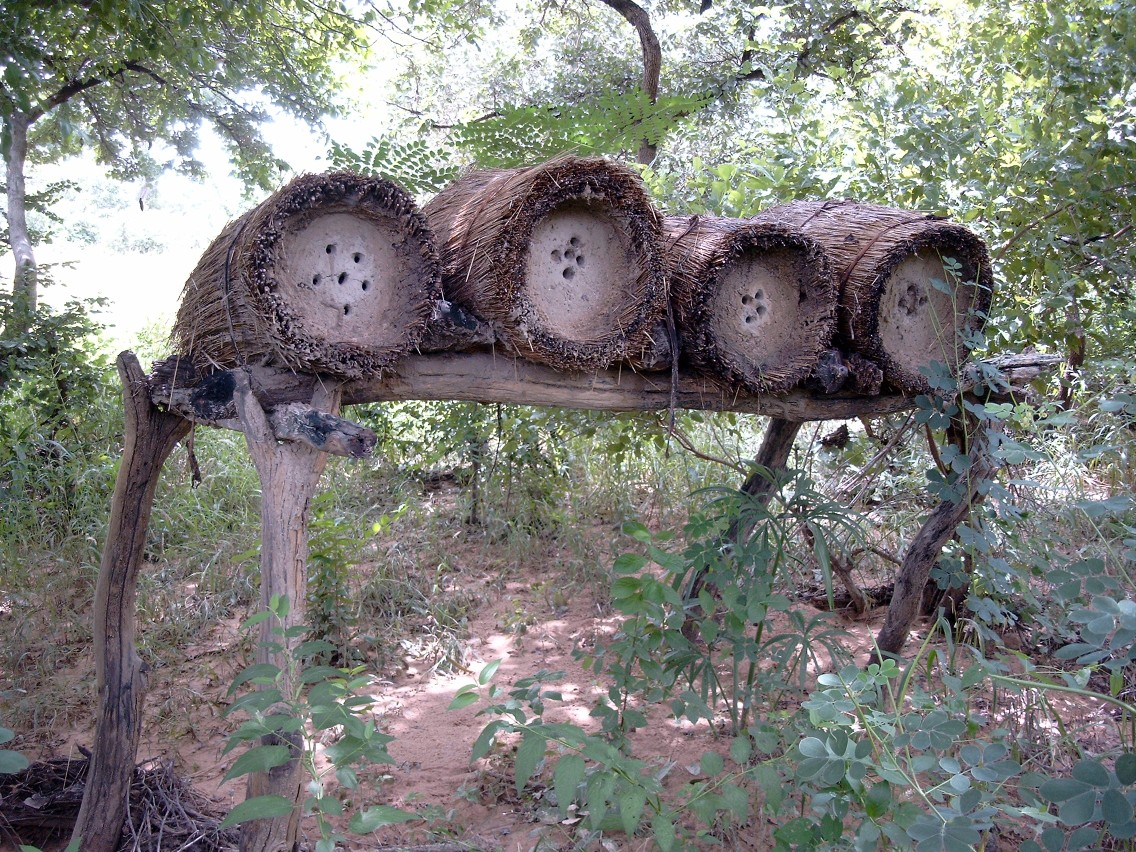
Colmenas en Fada N'gourma
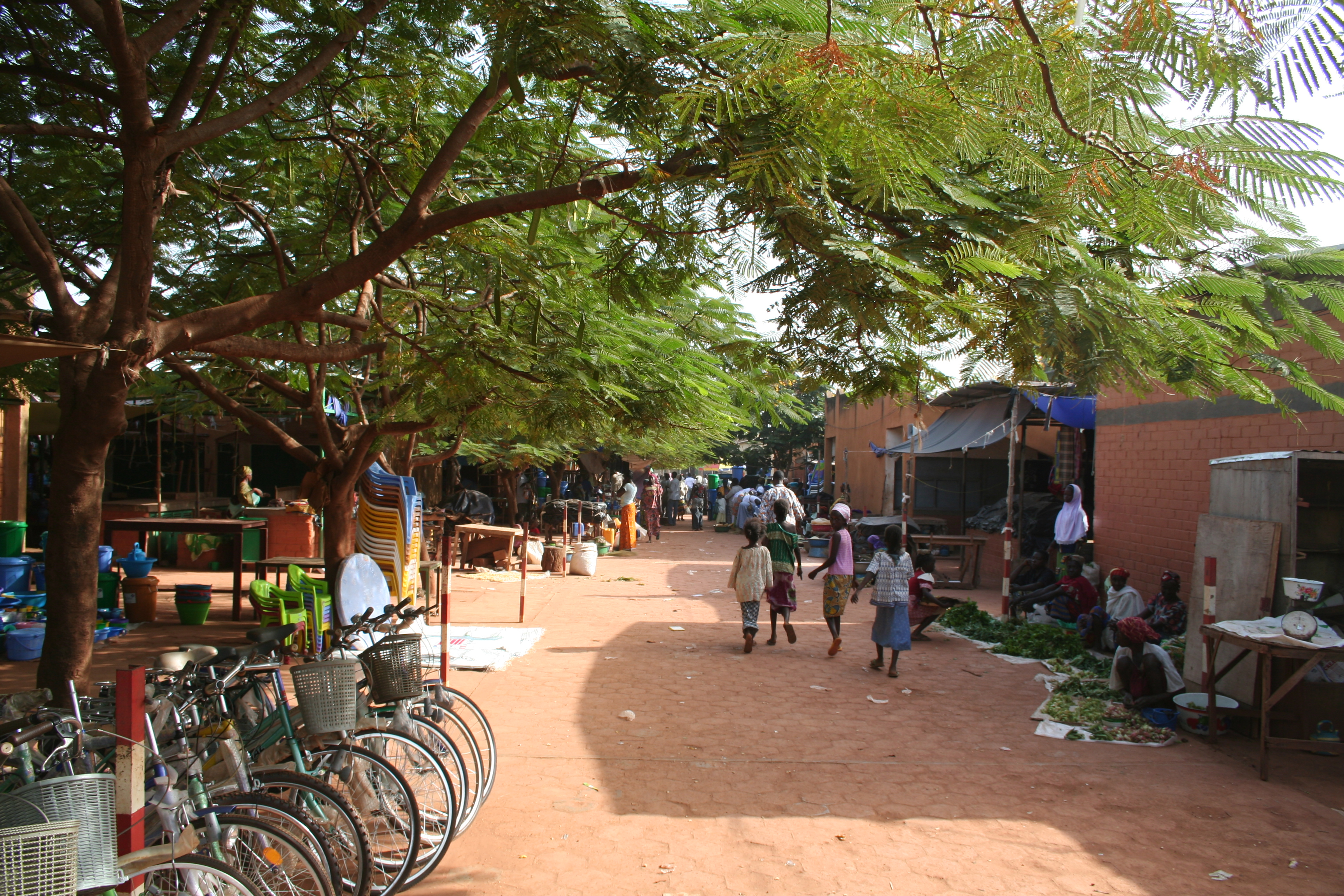
Mercado en Fada N'Gourma